# Zakon sudni ljudem
Zakon sudni ljudem (slovensko Zakon za sojenje ljudem  ali  Sodno pravo za ljudstvo) je najstarejše ohranjeno slovansko pravno besedilo. Njegov vir je bilo bizantinsko pravo. Napisan je bil v stari cerkveni slovanščini v poznem 9. ali zgodnjem 10. stoletju.
V vseslovanski pravni tradiciji velja ta pravni spomenik za prvega resnično slovanskega, v bolgarski pravni tradiciji pa so bili pred njim tako imenovani Krumovi zakoni.
Najstarejša (kratka) različica Zakona vsebuje trideset poglavij predvsem kazenskega prava, povzetega po Eklogi. Deli te različice so dobesedni prevod izvirnega besedila.
Kraj nastanka Zakona je predmet zazprav. Napisan naj bi bil nekje med  Prvim bolgarskim cesarstvom in Velikomoravsko. Slovenski pravni zgodovinar Sergij Vilfan je na podlagi frankovskih in bavarskih pravnih vzorcev v besedilu predlagal kot verjeten kraj nastanka Kneževino Spodnjo Panonijo v poznem 9. stoletju kot del državotvornega procesa, ki ga je začel knez Kocelj. Verodostojnost te teze je nedavno podprl zgodovinar Peter Štih. Angleška prevajalca Zakona Dewey in Kleimola dajeta prednost moravski teoriji. 
Ne glede na izvor vsi ohranjeni rokopisi prihajajo iz Rusije. Zdi se, da je samo besedilo prišlo v Rusijo pred koncem 10. stoletja. V Rusiji so ga pogosto kopirali in je imelo določen vpliv na rusko pravo, zunaj Rusije pa je bilo pozabljeno.
Kljub dataciji pa tu ne gre za prvi slovanski zakonik, saj ta ni bil razglašen s strani vladarja.

## Tiskane izdaje
- Закон судный людем краткой редакции. М., 1961. (rusko)
- Закон судный людем пространной и сводной редакции. М., 1961. (rusko)
- H.W. Dewey, A.M. Kleimola, ur. Zakon Sudnyj Ljudem (Court Law for the People). Ann Arbor, 1977 (vsebuje angleški prevod).